# Terminus (personaggio)
Terminus è un personaggio dei fumetti, creato da John Byrne (testi e disegni), pubblicato dalla Marvel Comics. È apparso la prima volta in Fantastic Four (prima serie) n. 269 (agosto 1984).
È un supercriminale alieno nemico dei Fantastici Quattro.
Nel contesto dell'universo Marvel, Terminus è un distruttore di mondi incontrati per la prima volta da Mister Fantastic e She-Hulk mentre studiavano un raggio proveniente dallo spazio. Il raggio è Terminus che rivendica la Terra come sua. Mister Fantastic lo sconfigge con un dispositivo che lo porta a centinaia di miglia nella crosta del pianeta.

## Altri media

### Televisione
Terminus appare nell'ultimo episodio della serie animata I Fantastici 4 - I più grandi eroi del mondo.